# Rotterdam-Centrum
Rotterdam-Centrum ist ein Stadtbezirk (vom 3. März 2010. bis 19. März 2014 war es eine Teilgemeinde)  mit 42.565 Einwohnern der Gemeinde Rotterdam. Er liegt an der Nieuwe Maas. Es gliedert sich in die Stadtteile Cs Kwartier, Stadsdriehoek, Cool, Oude Westen, Dijkzigt, Nieuwe Werk.

Rotterdam, Frederick de Wit, c1690

Folgende Faktoren waren ausschlaggebend für das aktuelle Erscheinungsbild des Centers:
- Die Geschichte Rotterdams, in der das Städtedreieck entstand
- Das Staatlich geschützte Ansicht von Rotterdam, das Wasserprojekt, das den Bau der Westersingel umfasste
- Die Bombardierung von Rotterdam 1940, die den größten Teil des historischen Zentrums zerstörte
- Der Grundplan für den Wiederaufbau von Rotterdam, der die städtebauliche Entwicklung bis 1970 bestimmte
- Die Entwicklung der Hochhäuser ab 1980[2]

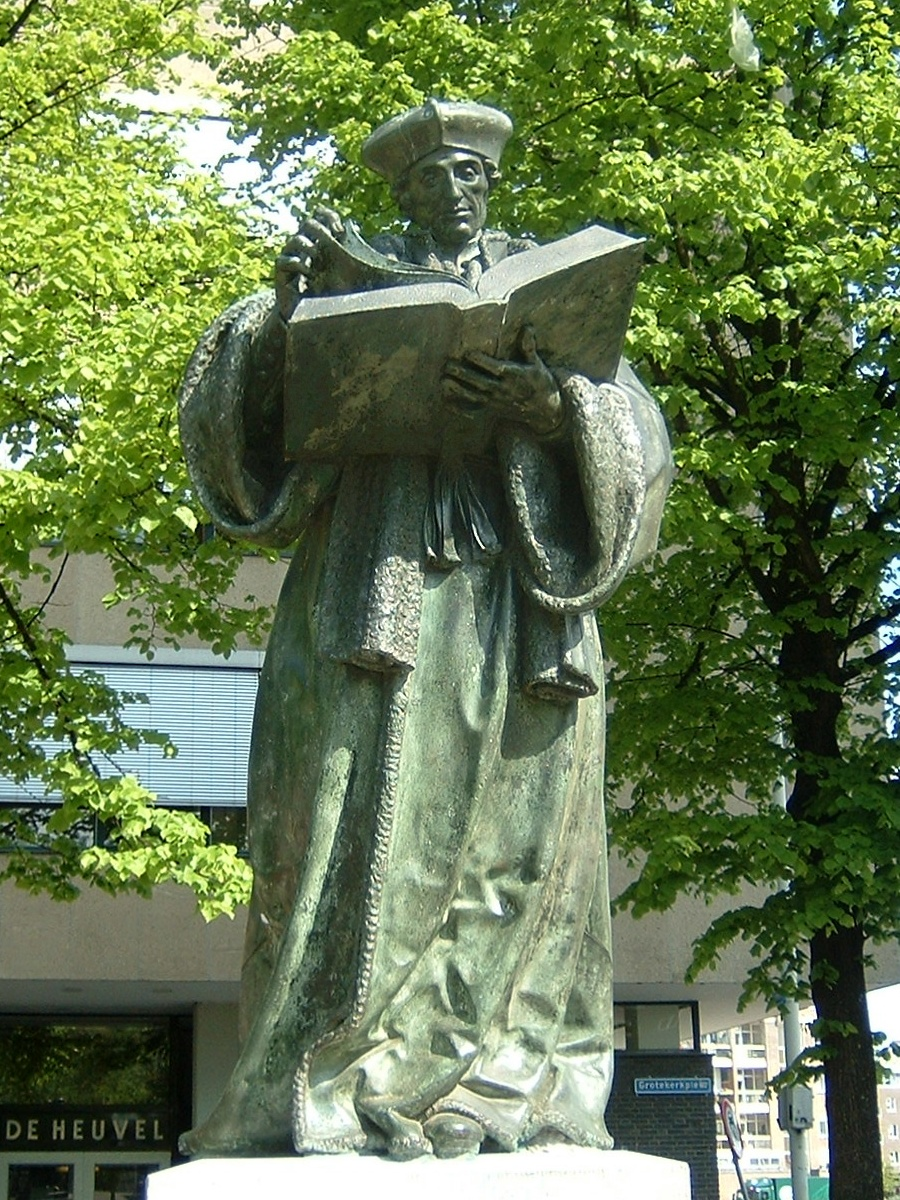
Statue Erasmus

## Sehenswürdigkeiten
- Euromast
- Markthalle
- Erasmusbrug
- Willemsbrug
- Grote of Sint-Laurenskerk
- Kubuswoningen
- Het Schielandshuis
- Centraal Station
- Stadhuis
- 'De verwoeste stad' von Ossip Zadkine
- Beeldenroute Westersingel